# Gỗ MDF

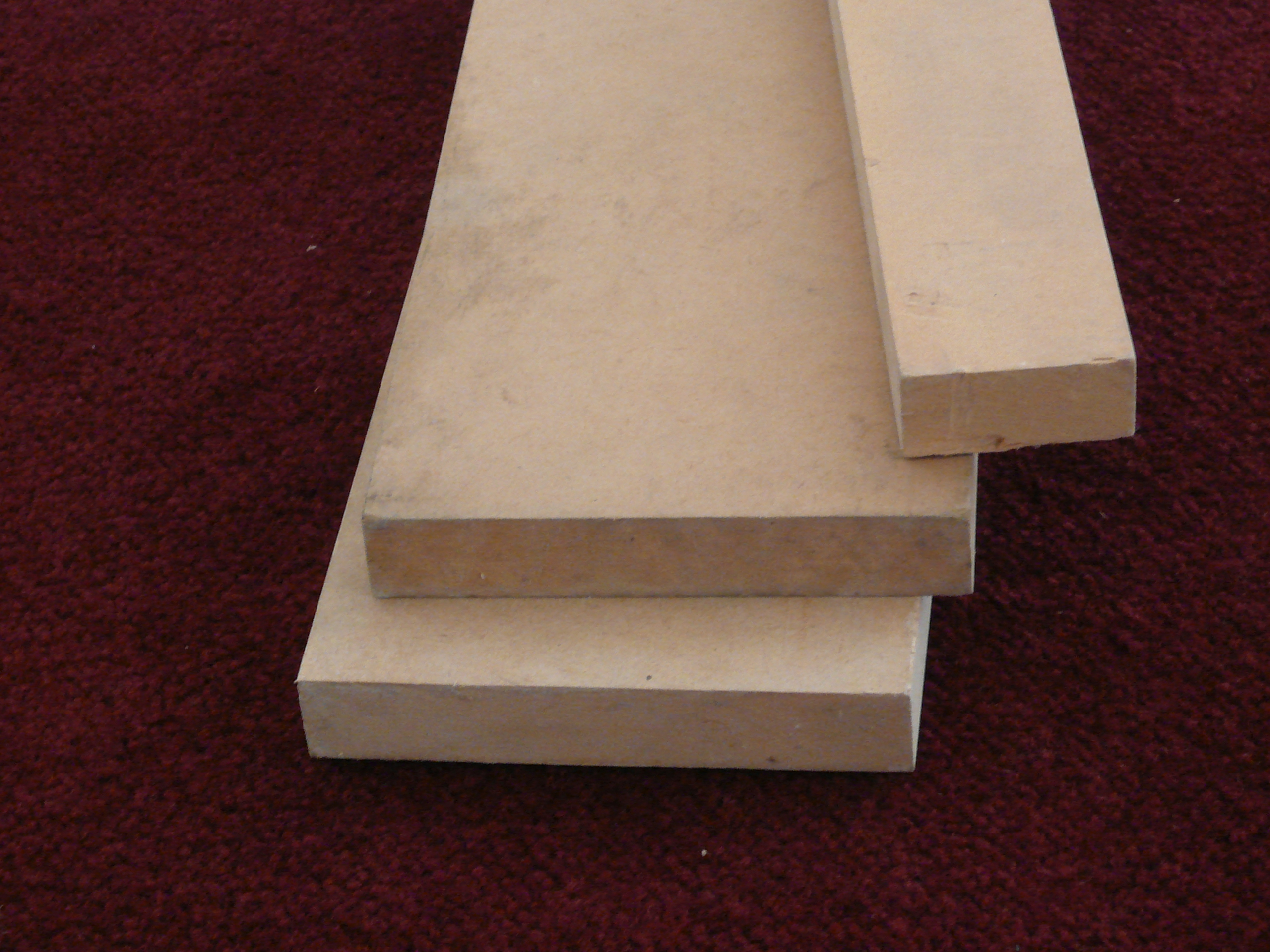
Một mẫu MDF

Gỗ MDF viết tắt của Medium-density fibreboard là một loại gỗ kỹ thuật được chế tạo bằng cách phá vỡ phần còn lại của gỗ cứng hoặc gỗ mềm thành các sợi gỗ, thường trong máy tách sợi, kết hợp nó với sáp và chất kết dính nhựa, và tạo thành tấm bằng cách áp dụng nhiệt độ và áp suất cao. MDF thường dày đặc hơn ván ép. Nó được tạo thành từ các sợi riêng biệt, nhưng có thể được sử dụng làm vật liệu xây dựng tương tự như ứng dụng cho ván ép. Nó cứng hơn và dày đặc hơn ván dăm.
Gỗ MDF được phân loại bắt nguồn từ sự khác biệt về mật độ của sợi ván. Sản xuất MDF quy mô lớn bắt đầu từ những năm 1980, ở cả Bắc Mỹ và Châu Âu.